# Michael Wulf
Michael "Destructor" Wulf (6. prosinca 1967. – 21. srpnja 1993.) bio je njemački thrash metal gitarist.
Wulf je svirao u sastavu Kreator 1986. godine. Od 1985. do 1986. svirao je u sastavu Sodom. Sa Sodomom je snimio prvi studijski album Obsessed by Cruelty. Poginuo je 6. srpnja 1993. u nesreći s motociklom.

## Diskografija
Sodom (1985. – 1986.)
- Obsessed by Cruelty (1986.)